# Amphipoea rosea
Amphipoea rosea là một loài bướm đêm trong họ Noctuidae.